# Brunswick (Georgia)
Brunswick – miasto w Stanach Zjednoczonych, w stanie Georgia, siedziba administracyjna hrabstwa Glynn. Według spisu w 2020 liczy 15,2 tys. mieszkańców. 

## Miasta partnerskie
- Ganzhou, Chińska Republika Ludowa
- Ilan, Republika Chińska